# Помаранчеві волонтери
Помаранчеві волонтери (оранжи́сти, англ. Orange Volunteers) — ольстерська мілітаризована протестантська організація, лояльна до Великої Британії, діє у Північній Ірландії. У Європейському союзі та Великій Британії визнана терористичною організацією. Виникла у 1998 році на базі Ольстерських добровольчих військ (Ulster Volunteer Force, UVF). До неї увійшли члени UVF-противники поточного мирного процесу у Північній Ірландії. Бореться проти католицизму у Північній Ірландії, зокрема відомі випадки нападів на католицькі церкви. У 2000 році заявила про перемир'я, проте у 2001 році знову відновила свої акції.